# 溪心寮保安宮
溪心寮保安宮位於臺灣臺南市安南區，是主祀保生大帝的廟宇，也是溪心寮的信仰中心大道公。該廟據說分香自學甲慈濟宮